# 博物館専門職員
博物館専門職員（はくぶつかんせんもんしょくいん、英語:Museum Professionals）は、国際博物館会議（ICOM, イコム）規約によって定義される博物館に置かれる職員。

## 定義
国際博物館会議（イコム）規約第3条第3項で「博物館専門職員は、すべての博物館と、第3条・第1項の定義により博物館相当施設と認められた機関および博物館活動に益となる訓練・研究機関の職員のうち、博物館の運営と活動に関連した分野において専門的な研修を受けた，もしくは同等の実務経験を持つ者、またはイコムの職業倫理規程を尊重し、博物館のためにもしくは博物館とともに仕事をしているが、博物館とそのサービスに必要な商品や設備の販売または販売促進には係わっていない個人のすべてを含む。」と定義されている。
国によって博物館専門職員の名称や公的資格制度の有無は異なる。

## 各国の制度

### 日本
日本では博物館専門職員は学芸員という名称で博物館法で定められている。博物館法第4条により「博物館に、専門的職員として学芸員を置く」（第3項）とし、「学芸員は、博物館資料の収集、保管、展示及び調査研究その他これと関連する事業についての専門的事項をつかさどる」（第4項）とされている。学芸員には国または大学による公的資格制度がある。

### フランス
フランスでは博物館専門職員はconservateur（コンセルヴァトゥール）といい、1990年5月16日デクレ90-404号第3条で「文化財に関する学術研究の責任者として、また調査研究・分類・保存・維持・（コレクションの）充実化、付加価値を高めるための普及啓発に関する技術に関する責任者」と定義される。

### イギリス
イギリスでは博物館専門職員はcurator（キュレーター）といい、博物館・美術館委員会登録基準で「博物館は専門的な訓練及び経験を積んだ学芸員を置くこと」とされている。
イギリス博物館協会による公的資格制度がある。

### アメリカ
アメリカでは博物館専門職員の統一的な名称はなく、コレクション関係はcuratorやconservator、展示関係はExhibit Developerのように業務内容に応じた名称が使われている。アメリカ博物館協会登録認定基準で博物館には「博物館に関する知識や経験が豊富な有給の専門職員が1人以上いること」が必要である。
アメリカには博物館専門職員の公的資格はなく、大学院の養成コースなどで職務に必要な学問を修得した職員が多い。

### 韓国
韓国では博物館専門職員は学芸士という。国の博物館・美術館学芸士運営委員会による公的資格制度があり、1級正学芸士、2級正学芸士、3級学芸士、準学芸士がある。